# Більче-Золотецькі горіхи чорні
Бі́льче-Золоте́цькі горі́хи чо́рні — екзотичні вікові дерева, ботанічна пам'ятка природи місцевого значення в Україні.

## Розташування
Зростають у с. Більчі-Золотому Чортківського району Тернопільської області біля музичної школи.

## Пам'ятка
Оголошені об'єктом природно-заповідного фонду рішенням виконкому Тернопільської обласної ради № 829 від 28 грудня 1970 року. Початкова назва — «Горіх чорний», офіційно перейменована на «Більче-Золотецькі горіхи чорні» рішенням № 75 другої сесії Тернопільської обласної ради шостого скликання від 10 лютого 2016 року.
Перебувають у віданні Більче-Золотецької музичної школи.

## Характеристика
Площа — 0,02 га.
Під охороною — 2 дерева горіха чорного віком 90 р., діаметром 56 і 58 см. Цінні в зеленому господарстві.